# Viorel Lis
Viorel Lis (n. 7 septembrie 1944, Zărnești, România) este un politician român. A fost primarul Bucureștiului, mai întâi interimar în perioada 16 ianuarie 1997 -  13 noiembrie 1998, după ce Victor Ciorbea a devenit prim-ministru al României, și apoi ales în perioada  13 noiembrie 1998 - 26 iunie 2000.
A demisionat apoi din PNȚCD și și-a fondat un partid propriu denumit Partidul Noua Generație.
În 2004, a fost candidatul din partea Partidului Noua Generație la postul de primar general la alegerile locale din București, 2004.

## Controversă
Numele lui Viorel Lis a apărut însă într-un important dosar al Direcției Naționale Anticorupție, din 2005, numit și „Șpaga suedeză".
Anchetatorii au pornit investigația după declarația unui manager al companiei suedeze ABB, acuzat de deturnare de fonduri și care a declarat că în 1998 a dat mită de 600.000 de dolari către cinci demnitari români.
Printre aceștia și fostul edil Viorel Lis, bănuit că ar fi primit bani ca să își dea acordul pentru construirea unei centrale electrotermice.
Viorel Lis a admis că a făcut o excursie în Suedia pentru a vedea acolo un model de astfel de centrală, dar a negat că ar fi luat șpagă.
În final, Lis a fost scos de sub urmărirea penală în acest dosar.

## Vezi și
- Lista primarilor Bucureștiului